# Bill Gold

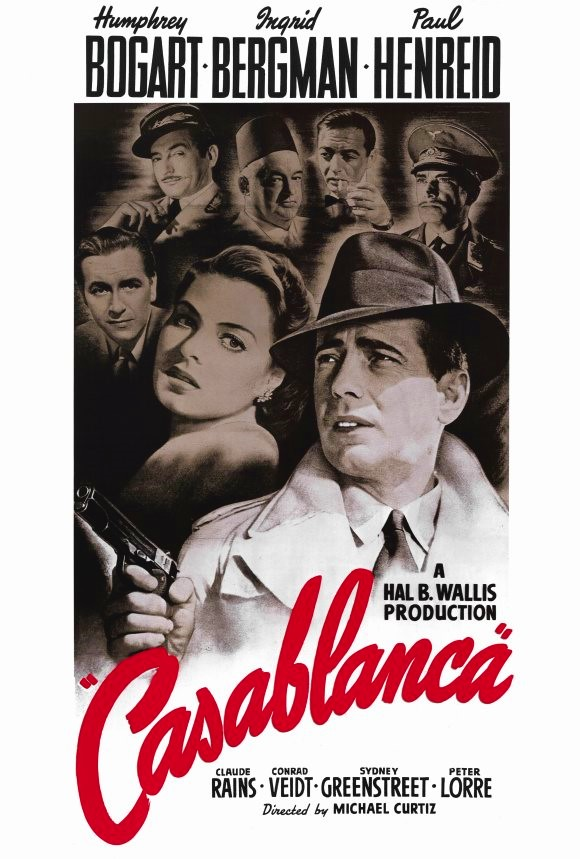
Het filmaffiche van de film Casablanca vervaardigd in 1942 door Bill Gold.

William (Bill) Gold (Brooklyn (New York), 3 januari 1921 – Greenwich (Connecticut), 20 mei 2018) was een Amerikaans grafisch ontwerper die bekendheid heeft vergaard door de vele honderden filmaffiches die hij heeft ontworpen. Gold heeft veelvuldig samengewerkt met de regisseurs: Alfred Hitchcock, Stanley Kubrick en Federico Fellini maar heeft vooral veel samengewerkt met regisseur Clint Eastwood. Hij is vermaard vanwege zijn minimalistische stijl. Gold heeft onder andere de affiches ontworpen voor bekende films zoals: A Clockwork Orange, Casablanca, The Exorcist en Alien.

## Biografie

#### Jeugd en opleiding
Gold werd geboren op 3 januari 1921 als de middelste van drie zonen van Paul Gold en Rose Sachs in de borough Brooklyn in New York. Reeds als klein kind tekende hij liever dan buiten te spelen. Gold ging naar de Samuel J. Tilden High School in New York waar hij in 1939 zijn diploma haalde. Hij won een studiebeurs en studeerde vervolgens grafische vormgeving en adverteren aan het private Pratt Institute eveneens in New York.

#### Begin carrière
In 1942, op eenentwintigjarige leeftijd, net nadat Gold was afgestudeerd van Pratt Institute benaderde hij artistiek directeur van de afficheafdeling van Warner Bros. in hun Manhattanse kantoor te New York. Deze gaf hem een proefopdracht. Gold diende affiches te ontwerpen voor vier eerdere films, te weten: Escape Me Never, Robin Hood, The Man I Love en Winter Meeting. Gold leverde zijn ontwerpen in en is aangenomen. Hij mocht beginnen aan zijn eerste opdracht. Het affiche voor de film Yankee Doodle Dandy, waarna hij het affiche mocht ontwerpen voor de film Casablanca hierna werd Gold opgeroepen voor zijn dienstplicht. Ten tijde van de Tweede Wereldoorlog produceerde hij films voor oorlogsvliegtuigenonderhoud. In 1946 kwam Gold uit dienst en hervatte zijn werk voor Warner Bros alwaar hij in 1947 werd gepromoveerd tot artistiek leider.

#### Gold Advertising en pensioen
Wanneer begin jaren '60 Warner Bros. de New Yorkse adverteerdersafdeling sluit begint Gold zijn eigen bedrijf Gold Advertising met Warner Bros. als zijn belangrijkste klant. Hij ging met pensioen in 2003 maar bleef nog wel affiches ontwerpen. Zijn laatste filmaffiche was in 2011 voor de biografische film J. Edgar van regisseur Clint Eastwood over FBI-directeur J. Edgar Hoover waarvoor Gold het boze gelaat van hoofdrolacteur Leonardo DiCaprio gebruikt.

Met Bill, wist ik dat hij met goede ideeën zou komen en het affiche dat hij maakte, één ding minder zou zijn waarover we zouden moeten nadenken.
— Clint Eastwood in het voorwoord van Bill Gold PosterWorks (2010)

#### Overlijden
Susan Cornfield, Golds echtgenote, met wie hij ruim 28 jaar was getrouwd heeft op 20 mei 2018 bekendgemaakt dat Bill Gold diezelfde dag is overleden aan complicaties ten gevolge van de ziekte van Alzheimer in het Greenwich Ziekenhuis in de gelijknamige stad in de Amerikaanse staat Connecticut. William Gold is 97 jaar oud geworden.

## Trivia
- In 1941 trouwde Gold met Pearl Tamases met wie hij twee kinderen kreeg en waarvan hij uiteindelijk weer scheidde. In 1989 trouwde hij met zijn tweede echtgenote Susan Cornfield.[1]
- In 1994 ontving Gold de Lifetime Achievement Award van het toenmalige tijdschrift The Hollywood Reporter voor zijn hele oeuvre.[2]

## Filmaffiches
Gold ontwierp affiches voor de volgende films.

### 1940-1949
- Yankee Doodle Dandy (1942)
- Casablanca (1942)
- Night and Day (1946)
- The Big Sleep (1946)
- Escape Me Never (1947)
- Winter Meeting (1948)
- Rope (1948)

### 1950-1959
- Strangers on a Train (1951)
- A Streetcar Named Desire (1951)
- Dial M for Murder (1954)
- The Silver Chalice (1954)
- East of Eden (1955)
- Mister Roberts (1955)
- Baby Doll (1955)
- Giant (1956)
- Lone Ranger (1956)
- Moby Dick (1956)
- The Searchers (1956)
- The Wrong Man (1956)
- A Face in the Crowd (1957)
- The James Dean Story (1957)
- The Pajama Game (1957)
- The Prince and the Showgirl (1957)
- Top Secret Affair (1957)
- The Old Man and the Sea (1958)

### 1960-1969
- Splendor in the Grass (1961)
- Gypsy (1962)
- The Music Man (1962)
- My Fair Lady (1964)
- Robin and the 7 Hoods (1964)
- Sex and the Single Girl (1964)
- The Great Race (1965)
- Who's Afraid of Virginia Woolf? (1966)
- Bonnie and Clyde (1967)
- Camelot (1967)
- Cool Hand Luke (1967)
- The Fox (1967)
- Wait Until Dark (1967)
- Barbarella (1968)
- Bullitt (1968)
- Funny Girl (1968)
- A Dream of Kings (1969)
- The Illustrated Man (1969)
- The Wild Bunch (1969)

### 1970-1979
- Last of the Mobile Hot Shots (1970)
- No Blade of Grass (1970)
- Ryan's Daughter (1970)
- Soldier Blue (1970)
- Start the Revolution Without Me (1970)
- The Go-Between (1970)
- There Was a Crooked Man... (1970)
- There's a Girl in My Soup (1970)
- Dorian Gray (1970)
- A Clockwork Orange (1971)
- Woodstock (1970)
- Diamonds are Forever (1971)
- Fiddler on the Roof (1970)
- Get Carter (1971)
- Dirty Harry (1971)
- Klute (1971)
- McCabe & Mrs. Miller (1971)
- Medicine Ball Caravan (1971)
- Deliverance (1972)
- Jeremiah Johnson (1972)
- Joe Kidd (1972)
- The Life and Times of Judge Roy Bean (1972)
- Lady Sings the Blues (1972)
- The Trial of the Catonsville Nine (1972)
- What's Up, Doc? (1972)
- La Nuit américaine (1973)
- The Exorcist (1973)
- High Plains Drifter (1973)
- O Lucky Man! (1973)
- Oklahoma Crude (1973)
- Papillon (1973)
- Pat Garrett & Billy the Kid (1973)
- Scarecrow (1973)
- Steelyard Blues (1973)
- The Sting (1973)
- The Way We Were (1973)
- The Front Page (1974)
- Law and Disorder (1974)
- Mame (1974)
- 99 and 44/100% Dead (1974)
- The Odessa File (1974)
- The Sugarland Express (1974)
- The Yakuza (1974)
- Zandy's Bride (1974)
- Barry Lyndon (1975)
- Dog Day Afternoon (1975)
- The Drowning Pool (1975)
- Funny Lady (1975)
- Hard Times (1975)
- Mahogany (1975)
- Mister Quilp (1975)
- The Prisoner of Second Avenue (1975)
- Rafferty and the Gold Dust Twins (1975)
- The Return of the Pink Panther (1975)
- Rooster Cogburn (1975)
- Rosebud (1975)
- The Great Waldo Pepper (1975)
- The Hindenburg (1975)
- The Wilby Conspiracy (1975)
- A Matter of Time (1976)
- A Star Is Born (1976)
- All the President's Men (1976)
- The Duchess and the Dirtwater Fox (1976)
- The Enforcer (1976)
- Fellini's Casanova (1976)
- Gable and Lombard (1976)
- Marathon Man (1976)
- The Outlaw Josey Wales (1976)
- Portnoy's Complaint (1976)
- The Ritz (1976)
- W.C. Fields and Me (1976)
- A Piece of the Action (1977)
- Exorcist II: The Heretic (1977)
- Fun with Dick and Jane (1977)
- Greased Lightning (1977)
- Julia (1977)
- Smokey and the Bandit (1977)
- The Gauntlet (1977)
- The Sentinel (1977)
- Twilight's Last Gleaming (1977)
- Bloodbrothers (1978)
- California Suite (1978)
- Convoy (1978)
- The Invasion of the Body Snatchers (1978)
- Movie Movie (1978)
- Same Time, Next Year (1978)
- The Wiz (1978)
- Agatha (1979)
- Chapter Two (1979)
- Escape from Alcatraz (1979)
- The Great Santini (1979)
- Hair (1979)
- Scavenger Hunt (1979)
- The Bell Jar (1979)
- The Promise (1979)

### 1980-1981
- Any Which Way You Can (1980)
- Bronco Billy (1980)
- The Dogs of War (1980)
- Fame (1980)
- Heaven's Gate (1980)
- The Jazz Singer (1980)
- The Last Married Couple in America (1980)
- Little Miss Marker (1980)
- The Long Riders (1980)
- The Nude Bomb (1980)
- Somewhere in Time (1980)
- The Stunt Man (1980)
- Those Lips, Those Eyes (1980)
- Clash of the Titans (1981)
- Endless Love (1981)
- For Your Eyes Only (1981)
- The Four Seasons (1981)
- Hard Country (1981)
- On Golden Pond (1981)
- The Funhouse (1981)
- Deathtrap (1982)
- Evil Under the Sun (1982)
- Firefox (1982)
- Honkytonk Man (1982)
- I, the Jury (1982)
- My Favorite Year (1982)
- Breathless (1983)
- Cross Creek (1983)
- Eddie Macon's Run (1983)
- Gorky Park (1983)
- High Road to China (1983)
- Never Say Never Again (1983)
- The Sting II (1983)
- Sudden Impact (1983)
- Champions (1984)
- City Heat (1984)
- Harry & Son (1984)
- Splash (1984)
- The River (1984)
- Tightrope (1984)
- Pale Rider (1985)
- Hoosiers (1986)
- Heartbreak Ridge (1986)
- Platoon (1986)
- Hamburger Hill (1987)
- Orphans (1987)
- The Believers (1987)
- The Untouchables (1987)
- Bird (1988)
- Colors (1988)
- The Dead Pool (1988)
- Mississippi Burning (1988)
- Moonwalker (1988)
- The Accused (1988)
- Thelonious Monk: Straight, No Chaser (1988)
- Great Balls of Fire! (1989)
- Night Visitor (1989)
- Pink Cadillac (1989)

### 1990-1999
- White Hunter Black Heart (1990)
- Reversal of Fortune (1990)
- Funny About Love (1990)
- State of Grace (1990)
- The Field (1990)
- The Rookie (1990)
- F/X2 (1991)
- Unforgiven (1992)
- In the Line of Fire (1993)
- A Perfect World (1993)
- The Bridges of Madison County (1995)
- The Stars Fell on Henrietta (1995)
- The Old Curiosity Shop (1995)
- Absolute Power (1997)
- True Crime (1999)

### 2000-2009
- Space Cowboys (2000)
- Mystic River (2003)

### 2010-2011
- J. Edgar (2011)